# Patrimoni dell'umanità dell'Uzbekistan
I patrimoni dell'umanità dell'Uzbekistan sono i siti dichiarati dall'UNESCO come patrimonio dell'umanità in Uzbekistan, che è divenuto parte contraente della Convenzione sul patrimonio dell'umanità il 13 gennaio 1993, come uno degli stati successori dell'Unione delle Repubbliche Socialiste Sovietiche.
Al 2023 i siti iscritti nella Lista dei patrimoni dell'umanità sono sette, mentre trentuno sono le candidature per nuove iscrizioni. Il primo sito iscritto nella lista è stato l'Itchan Kala, inserito nel 1990, durante la quattordicesima sessione del comitato del patrimonio mondiale. Gli altri siti furono aggiunti nel 1993, 2000, 2001, 2016 e 2023 (due). Cinque siti sono considerati culturali, secondo i criteri di selezione, due naturali; tre sono parte di siti transnazionali. Il centro storico Shahrisabz è stato iscritto nella Lista dei patrimoni dell'umanità in pericolo dalla XL sessione del Comitato per il patrimonio dell'umanità, il 13 luglio 2016, a causa dell'eccessivo sviluppo delle infrastrutture turistiche.

## Siti del Patrimonio mondiale
| Foto | Sito                                        | Luogo                                                                                                  | Tipo                         | Anno | Descrizione |
| ---- | ------------------------------------------- | --- | ---------------------------- | ---- | --- |
|      | Itchan Kala                                 | Khiva                                                                                                  | Culturale (543; iii, iv, v)  | 1990 | Itchan Kala è la città interna (protetta da mura di mattoni alte circa 10 m) dell'antica oasi di Khiva, che era l'ultimo luogo di sosta delle carovane prima di attraversare il deserto verso l'Iran. Sebbene restino ancora pochi monumenti molto antichi, è un esempio coerente e ben conservato dell'architettura musulmana dell'Asia centrale. Ci sono diverse strutture eccezionali come la Moschea Juma, i mausolei e le madrase e i due magnifici palazzi costruiti all'inizio del XIX secolo da Alla Kuli Khan. |
|      | Centro storico di Bukhara                   | Bukhara                                                                                                | Culturale (602; ii, iv, vi)  | 1993 | Bukhara, che si trova sulla Via della Seta, ha più di 2000 anni. È l'esempio più completo di città medievale dell'Asia centrale, con un tessuto urbano rimasto in gran parte intatto. Monumenti di particolare interesse includono la famosa tomba di Ismail Samani, capolavoro dell'architettura musulmana del X secolo, e un gran numero di madrase del XVII secolo. |
|      | Centro storico Shahrisabz                   | Shahrisabz                                                                                             | Culturale (885; iii, iv)     | 2000 | Il centro storico di Shahrisabz contiene una collezione di monumenti eccezionali e quartieri antichi che testimoniano lo sviluppo secolare della città, e in particolare il periodo del suo apogeo, sotto il dominio dell'emiro Timur e dei Timuridi, nel XV-XVI secolo. |
|      | Samarcanda - crocevia di culture            | Samarcanda                                                                                             | Culturale (603; i, ii, iv)   | 2001 | La storica città di Samarcanda è un crocevia e un crogiolo delle culture del mondo. Fondata nel VII secolo a.C. come Afrasiab, Samarcanda ebbe il suo sviluppo più significativo nel periodo timuride dal XIV al XV secolo. I principali monumenti includono la Moschea e le madrase del Registan, la Moschea di Bibi-Khanym, il complesso Shah-i-Zinda e il complesso del Gur-e Amir, nonché l'Osservatorio di Ulugh Beg. |
|      | Tien Shan occidentale                       | Regione di Tashkent (altri 11 sono in Kazakistan e Kirghizistan)                                       | Naturale (1490; x)           | 2016 | La proprietà transnazionale si trova nel sistema montuoso del Tien Shan, una delle più grandi catene montuose del mondo. Il Tien Shan occidentale varia in altitudine da 700 a 4 503 m. È caratterizzato da paesaggi diversi, che ospitano una biodiversità eccezionalmente ricca. È di importanza globale come centro di origine per una serie di colture frutticole coltivate e ospita una grande varietà di tipi di foresta e associazioni di comunità vegetali uniche. Le due componenti uzbeke si trovano nella Riserva naturale statale di Chatkalskiy. |
|      | Vie della Seta: corridoio Zarafshan-Karakum | Regione di Bukhara, Regione di Navoiy, Regione di Samarcanda (condiviso con Tagikistan e Turkmenistan) | Culturale (1675; ii, iii, v) | 2023 | Il corridoio Zarafshan-Karakum è una sezione chiave delle Vie della Seta in Asia centrale che collega altri corridoi da tutte le direzioni. Situato tra aspre montagne, fertili valli fluviali e deserto inabitabile, il corridoio di 866 chilometri corre da est a ovest lungo il fiume Zarafshan e più a sud-ovest seguendo le antiche strade carovaniere che attraversano il deserto del Karakum fino all'oasi di Merv. Incanalando gran parte dello scambio est-ovest lungo le Vie della Seta dal II secolo a.C. al XVI secolo d.C., lungo il corridoio veniva scambiata una grande quantità di merci. Qui le persone viaggiarono, si stabilirono, conquistarono o furono sconfitte, rendendolo un crogiolo di etnie, culture, religioni, scienze e tecnologie. Il corridoio è composto da 34 componenti, di cui 16 in Uzbekistan: Tempio di Jartepa II, Suleimantepa, insediamento di Kafirkala, insediamento di Dabusiya, Complesso Qosim Shaikh, Mausoleo di Mir-Sayid Bakhrom, Caravanserraglio di Rabati Malik e Sardoba, Moschea Deggaron, Chasma-i Ayub Khazira, insediamento di Vardanze, Minareto di Vobkent, Complesso architettonico di Bahouddin Naqshband, necropoli di Chor-Bakr, insediamento di Varahša e insediamento di Paikend. |
|      | Deserti freddi invernali del Turan          | Distretto di Kungurat (condiviso con Kazakistan e Turkmenistan)                                        | Naturale (1693; ix, x)       | 2023 | Questo patrimonio transnazionale comprende quattordici parti componenti situate nelle aree aride della zona temperata dell'Asia centrale tra il Mar Caspio e le alte montagne del Tūrān. L'area è soggetta a condizioni climatiche estreme con inverni molto freddi ed estati calde e vanta una flora e una fauna eccezionalmente diversificate che si sono adattate a queste dure condizioni. Il sito rappresenta anche una notevole diversità di ecosistemi desertici, che si estendono su una distanza di oltre 1 500 chilometri da est a ovest. Ciascuna delle parti componenti integra le altre in termini di biodiversità, tipi di deserto e processi ecologici in corso. |

## Siti candidati
| Foto | Sito                                        | Luogo                   | Tipo                                    | Anno       | Descrizione |
| ---- | ------------------------------------------- | ----------------------- | --------------------------------------- | ---------- | --- |
|      | Complesso di Sheikh Mukhtar-Vali (mausoleo) | Yangiariq               | Culturale (798; i, ii, iii)             | 01/06/1996 | Il Mausoleo fu eretto nel XVI secolo sopra la tomba del fondatore dell'insediamento di Ostana Sheikh Mukhtar-Vali, morto nel 1287. La composizione di questo monumento a più cupole e multivolume è stata realizzata lungo l'asse longitudinale da est a ovest. La pianta della costruzione non ha contorni geometrici definiti ma è complicata da diversi annessi; nonostante questo il complesso si percepisce come un organismo integrale. |
|      | Khanbandi (diga)                            | Distretto di Forish     | Culturale (809; i, ii, iii)             | 01/06/1996 | La diga di Khanbandi si trova nel bacino del fiume Zarafshan. 8 canali con 680 dighe furono costruiti nei secoli X-XIII nell'area di Samarcanda e solo 4 dighe di tale scala si sono conservate. La diga di Khanbandi è stata costruita a Oslan nella gola di Pasttaga con lastre di granito tagliate come base per resistere all'acqua. 9 fori a forma di cono realizzati a diverse altezze regolavano il flusso dell'acqua. |
|      | Ak Astana-Baba (mausoleo)                   | Distretto di Saryasia   | Culturale (810; i, ii, iii)             | 01/06/1996 | Il mausoleo è situato sul territorio di un vasto e antico cimitero ed è stato costruito in onore di Abu-Khu Khureyra considerato un compagno del Profeta. Il mausoleo ha composizione centrale, a pianta quadrata e orientato verso i punti cardinali. La costruzione cubica è fiancheggiata da torri e coronata da una cupola ben proporzionata sferico-conica. |
|      | Kanka                                       | Distretto di Oqqurgan   | Culturale (5286; ii, iii, iv, vi)       | 18/01/2008 | È un'antica città e uno dei grandi centri urbani dell'oasi di Tashkent. Kanka era la prima capitale dello stato di Chach, piccolo dominio dei Kanguy. Mura monumentali di fortificazione con torri circondano il vasto territorio di oltre 160 ettari al cui interno si trovano tre città, ciascuna con proprie fortificazioni, cortine e fossati. Al centro si trova la cittadina di impianto antico, una volta raggiungibile con un ponte sospeso. Nella sua parte nord-est sorge la costruzione più potente della città, la cittadella, con il palazzo del governatore, bastioni e il tempio domestico. Kanka si divide in tre parti: la cittadella, shakhristan (il territorio cittadino) e rabad (la periferia commerciale). |
|      | Shahrukhiya                                 | Distretto di Oqqurgan   | Culturale (5287; ii, iii, iv, vi)       | 18/01/2008 | È la prima grande città dell'oasi di Tashkent, situata dove la Via della Seta attraversa lo Yaksart (Sirdaryo). Nelle fonti orientali era famoso con il nome di Benaket e il tratto della Grande Via della Seta era chiamato con il suo nome. Consisteva di cittadella, due aree urbane e un ampio sobborgo commerciale (rabad), in un'area totale di 400 ettari. Le mura della fortezza con torri circondano la cittadella, gli shahristan e il rabad. |
|      | Diga di Abdulkhan Bandi                     | Distretto di Forish     | Culturale (5288; iv)                    | 18/01/2008 | Secondo i dati dello storico Khafizi, la diga di Abdulkhan bandi fu costruita da Akhmadali Nayman atalik, per ordine di Abdulakhan, il sovrano di Bukhara. La diga di Abdulkhan bandi situata a Biglarsay che scorreva dal versante sud della catena di Nurata. La diga è composta dall'intero complesso di ingegneria idrica, che comprendeva la diga, la paratoia sulle travi, la galleria di terra con la miniera verticale e l'imponente sfioratore. |
|      | Monti Zaamin                                | Regione di Jizzax       | Naturale (5289; viii, ix, x)            | 18/01/2008 | Il territorio è costituito da due siti: Riserva statale di Zaamin e Parco nazionale di Zaamin, situati nel versante settentrionale della catena montuosa del Turkistan e confinanti tra loro. La riserva prevede la conservazione nella condizione di assoluta inviolabilità di tutti i beni e complessi naturali che si trovano sul suo territorio. Il parco è stato creato con l'obiettivo di preservare, ricostruire e indagare a scopo ricreativo gli ecosistemi unici dei pini mughi. |
|      | Mausoleo di Arab-Ata                        | Tim                     | Culturale (5290; ii)                    | 18/01/2008 | Il mausoleo di Arab-Ata si trova sul versante sud-est di un'alta collina triangolare (tepa). Secondo lo scavo archeologico preliminare è stato stabilito che il mausoleo eretto sul sito monumento era attivo nel V-VII secolo a.C. Il mausoleo racchiude in sé una stanza quadrata di 5,60 х 5,60 m. La forma quadrata dell'interno è divenuta rettangolare all'esterno a causa dell'ispessimento della facciata principale, che presenta una nicchia d'ingresso di tre metri di campata. La costruzione delle pareti è stata eseguita mediante la tecnica che prevede l'erezione di due muri paralleli di mattoni, tra i quali viene inserito del materiale di riempimento. Questo perfetto metodo costruttivo, ha svolto un ruolo importante nel sistema di decorazione architettonica del mausoleo.                                                                                              |
|      | Centro storico di Qo‘qon                    | Kokand                  | Culturale (5291; ii)                    | 18/01/2008 | Qo‘qon - è uno dei centri culturali dell'Antico Oriente. Si trova nella parte occidentale della valle di Fergana lungo il corso inferiore del Sokh. Il centro storico di Qo‘qon include i seguenti oggetti culturali: Madrasah di Komol-Kozi, Dakhma-I-Shokhon, Madrasah di Madarihon, Madrassah di Narbutabey, Moschea Gishtlik e case residenziali. |
|      | Shohimardon                                 | Shohimardon             | Naturale (5292; ix, x)                  | 18/01/2008 | Shohimardon si trova nel grande versante settentrionale della cresta di Alaj nelle zone di media montagna del bacino del fiume omonimo. Il territorio ha un potenziale ricreativo ricco e per molti versi unico. Ci sono alcuni grandi ghiacciai, enormi fiumi di montagna e laghi di alta montagna. Il patrimonio naturale è rappresentato dalle aree uniche delle foreste di noci - relitti delle foreste terziarie di latifoglie dell'Asia centrale. È conservata una grande quantità di specie rare di flora e fauna. |
|      | Ahsiket                                     | Distretto di Turakurgan | Culturale (5293; i, ii, iii, iv)        | 18/01/2008 | Il sito dell'antico insediamento di Ahsiket è situato sul ramo destro del fiume Sirdaryo. La sua superficie occupa un territorio di oltre 25 ettari. La città fu fondata nel III - II secolo a.C. e fu abitata fino al 1219 d.C., quando venne completamente distrutta dalle forze mongole. La struttura della città consisteva nella cittadella, nel shakhristan (area residenziale) e nel rabad (sobborgo commerciale). Tutte e tre le parti della città erano racchiuse dalla fortificazione. Il palazzo dei governatori e lo zindan (prigione) erano situati nella cittadella. C'era un mercato cittadino, una moschea del venerdì e un khouz, eretto in mattoni rinforzati nel shakhristan. L'area degli artigiani si trovava nel rabad. |
|      | Antica Pop                                  | Pop                     | Culturale (5294; i, iii, iv)            | 18/01/2008 | Il sito dell'antico insediamento di Pop e l'adiacente cimitero urbano si trovano sulla riva destra del fiume Sirdaryo. Questo antico insediamento è entrato nella letteratura scientifica con il nome di Balandtepa (la popolazione locale lo chiama Munchaktepa - città di Ayritom). Il sito dell'antico insediamento di Balandtepa (Bab-Pap), che comprende le rovine dell'antica città, occupa un'area di oltre 9 ettari e si compone di due parti. I materiali archeologici raccolti coprono cronologicamente il periodo dal I all'VIII secolo. |
|      | Monti Gissar                                | Regione di Kashkadarya  | Naturale (5295; vii, viii, x)           | 18/01/2008 | Il territorio è costituito da due siti: la Riserva statale di Gissar (fondata nel 1983, 80986 ettari) e la Riserva statale di Kitob (fondata nel 1979, 3938 ettari) situata all'estremità occidentale della dorsale montuosa di Gissar. Queste riserve garantiscono la conservazione di tutti i siti e complessi naturali di questo territorio in assoluta inviolabilità. I monti Gissar sono l'unico complesso naturale che rappresenta tutta la varietà di ecosistemi dell'estremità occidentale della catena montuosa del Pamir-Alaj. Tutti i rappresentanti distintivi e rari della flora e della fauna di questa regione sono stati conservati qui. |
|      | Andijan                                     | Andijan                 | Culturale (5296; iii, iv, v)            | 18/01/2008 | Tra le antiche città situate nel crocevia più trafficato della Grande Via della Seta, Andijan ha avuto un ruolo significativo nelle relazioni economiche e culturali tra Battriana, Sogdiana, Shosh e la Cina. Come le altre città dell'Asia centrale, Andijan comprende una parte "Vecchia" (dove si trovano molti dei siti storici) e una "Nuova". In particolare sono stati ritrovati molti materiali sull'edilizia medievale della città e ricerche archeologiche sono state condotte presso l'attuale cittadella e il sito di antico insediamento della città. La superficie totale della cittadella è di 9 ettari, il sito dell'antico insediamento si trova a nord della cittadella e la sua superficie è di 100 ettari. Al posto della cittadella medievale si trova il quartiere Ark ichi ("lato interno" della cittadella).                                                                |
|      | Pitture rupestri di Siypantosh              | Kuruksaj                | Culturale (5297; ii, iii)               | 18/01/2008 | Siypantosh ("pietra sdrucciolevole") rappresenta il gruppo di volte rocciose, rivolte ad est lungo il pendio della cresta di Kuruksay, che si distinguono per molte esposizioni di granito-diorite. Le volte in pietra che si sono formati per aerazione, hanno superfici a cupola piuttosto uguali che sovrastano un piano inclinato della roccia su 1-1,5 m e oltre. Sul piano di fondo di entrambe le volte sono state realizzate immagini con pittura e incisioni, poste sulla superficie ruvida della pietra, con macchie grigio scuro, bruno-rossiccio o bruno-giallastro. |
|      | Antica Termez                               | Termez                  | Misto (5298; i, ii, iii, iv, v, vi, ix) | 18/01/2008 | Il sito dell'antica Termez include Kara Tepe, Fayaz Tepe, lo Stupa di Zurmala, la fortezza di Kirk-Kiz, il complesso di Al Hakim At-Termizi, Sultan Saodat, la Khanqah di Kokildor, il minareto di Djarqurgan, Kampir Tepe. L'antica Termez si trova a 5 km a nord-ovest di Termez, lungo il ramo destro del fiume Amudarya. La superficie totale del sito è di 500 ettari e si divide in quattro parti, una cittadella (Qala), due shakhristan (città) e un rabad (sobborgo), divise dalle fortificazioni. |
|      | Pitture rupestri di Zarautsoy               | Kizil-Alma              | Culturale (5299; i, ii, iii)            | 18/01/2008 | Il paesaggio di Zarautsoy possiede una bellezza naturale e un valore estetico esclusivi: è una valle di montagna di rara bellezza, un canyon roccioso che conserva tracce di grandiosi processi tettonici e geologici. Il raggruppamento delle pitture rupestri nel paesaggio archeologico di Zarautsoy e le loro caratteristiche riflettono lo sviluppo della creatività grafica rupestre durante il lungo periodo storico in condizioni di stretta interazione tra cultura agricola e pastorale, nel contesto di cambiamenti sociali accaduti sullo sfondo di alcuni cambiamenti dell'ambiente naturale. Le serie di dipinti rappresentative dell'epoca mesolitica, neolitica e del bronzo fanno di Zarautsoy un monumento di valore unico che illustra la fase iniziale e la fioritura dell'arte rupestre preistorica dell'Asia centrale.                                                         |
|      | Boysun                                      | Boysun                  | Misto (5300; iv, v, vii, ix)            | 18/01/2008 | I siti di Boysun sono inclusi nel territorio storico, culturale e paesaggistico protetto di una riserva culturale che comprende siti storico-archeologici (Teshik-Tash, muro di Kushan, Kurganzol), siti integri di culture popolari (villaggi-kishlak), botteghe dell'artigianato popolare, zone di paesaggi unici, complessi naturalistici e makhalla (comunità). I paesaggi della cresta di Boysuntog presentano una biodiversità ben conservata che comprende rappresentanti rari e circoscritti della flora e della fauna delle montagne meridionali dell'Uzbekistan, un patrimonio naturale unico dal punto di vista estetico. |
|      | Paykend                                     | Regione di Bukhara      | Culturale (5301; ii, iii, iv, vi)       | 18/01/2008 | Paykend si trova lungo il corso inferiore del fiume Zarafshan ed era una città costituita da cittadella, due siti di antichi insediamenti e rabod (sobborgo). Secondo le ricerche archeologiche, questo luogo nasce come piccolo villaggio nel IV secolo a.C. e successivamente fu trasformato in fortezza. A quel tempo, essendo luogo di commercio, questa città collegava i paesi del sud (Battriana, India, Iran) con i paesi del nord (Urali, rive del Volga, Caucaso settentrionale) ed era uno degli importanti centri militari e commerciali dei confini occidentali della Sogdiana. |
|      | Varahša                                     | Regione di Bukhara      | Culturale (5302; iv, v)                 | 18/01/2008 | Varahša è una delle città più grandi nei dintorni di Bukhara, sulla sponda dell'abbondante Rometonrud, un antico torrente del fiume Zarafshan. Era costituita da una piccola città a forma di triangolo, comprendente uno shakhristan e una fortezza collegate alle mura orientali. In alcuni punti la città era circondata da un fossato di difesa riempito di acqua corrente. Il sito è circondato da muro a piombo. |
|      | Mausoleo di Chashma-Ayub                    | Bukhara                 | Culturale (5304; ii)                    | 18/01/2008 | Il mausoleo di Chashma-Ayub si trova nel mezzo del piccolo cimitero antico. La costruzione è arrivata con alcune perdite fino ai giorni nostri. Le parti conservate rappresentano un insieme armonico, che include il portale d'ingresso e, addossati a esso, i resti del muro di recinzione occidentale. |
|      | Chor-Bakr                                   | Bukhara                 | Culturale (5305; iv)                    | 18/01/2008 | Il complesso commemorativo di Chor-Bakr si è sviluppato nel luogo del futuro luogo di sepoltura di Abu-Bakr-Said, morto nell'anno 360 del calendario musulmano (970-971 d.C.) - uno dei quattro di Abu-Bakr (Chor-Bakr) - discendenti del profeta Maometto. Presso la tomba "sacra" apparve la necropoli delle tombe di famiglia, formata da cortili costruiti recintati da mura. |
|      | Complesso architettonico di Bahoutdin       | Bukhara                 | Culturale (5306; iv)                    | 18/01/2008 | Lo sceicco Bohoutdin era un grande rappresentante del clero dell'ordine Nakshbandiy, era considerato il patrono spirituale dei governatori di Bukhara e morì nel 1389. Ecco perché la sua necropoli, che è stata eretta successivamente sulla sua tomba, è sempre stata e rimane tra le più stimate in Uzbekistan e negli altri paesi che praticano l'Islam. Anticamente questo insediamento era conosciuto con il nome di Kasri Arifon. Il complesso architettonico è costituito da più costruzioni non simultanee. |
|      | Sarmishsay                                  | Regione di Navoiy       | Misto (5307; vi, ix)                    | 18/01/2008 | Il territorio di Sarmishsay è uno dei monumenti di arte rupestre più grandi e più studiati in Uzbekistan. Qui sono registrate circa 4000 immagini, molte delle quali sono raccolte in composizioni e scene. La maggior parte delle incisioni rupestri può essere riferita all'età del bronzo (3000-900 anni a.C.). Tuttavia, anche tra questi ci sono motivi datati all'eneolitico (4000-3000 a.C.), neolitico (6000-4000 a.C.) e anche mesolitico tardo (15000-6000 a.C.), e quantità significative del periodo sako-scita (9000-100 a.C.) e medioevale (400-1500 a.C.). Nella regione si possono identificare circa 650 specie di piante, 27 delle quali sono tipiche del distretto. La fauna presenta rappresentanti tipici dei deserti e delle basse montagne. |
|      | Caravanserraglio di Rabati Malik            | Regione di Navoiy       | Culturale (5308; i, ii, iii, iv, v)     | 18/01/2008 | Il caravanserraglio di Rabati Malik fu costruito per ordine del Karakhanide Shams-al-Mulk Nasr, figlio di Tamgachkhan Ibragim, che regnò a Samarcanda dal 1068 al 1080. Solo il suo portale è arrivato fino ai giorni nostri dell'antico enorme caravanserraglio. L'ingresso del caravanserraglio (peshtak, uno dei più antichi tra i portali dell'Asia centrale) presenta l'arco ogivale centrale dentro una nicchia in cui si trova un portale rettangolare. |
|      | Mausoleo di Mir-Sayid Bakhrom               | Karmana                 | Culturale (5309; iii)                   | 18/01/2008 | Il mausoleo di Mir-Sayid Bakhrom nella sua forma architettonica, costruttiva, volumetrico-spaziale è uno dei monumenti più interessanti che riflette una parte dello sviluppo dell'architettura dell'Asia centrale in generale e delle costruzioni commemorative in particolare. |
|      | Khzorasp                                    | Khzorasp                | Culturale (5310; i, ii, iii, iv, v)     | 18/01/2008 | Khzorasp è una delle città più antiche dell'Asia centrale, coeva a Menfi, Roma, Atene, Merv, Samarcanda, Bukhara e molte altre città. Khzorasp era il principale avamposto avanzato dello stato di Corasmia sulla Grande Via della Seta e il suo più grande centro commerciale nel passato. Le rovine di questa antica città stupiscono gli sguardi dei visitatori fino ad oggi. |
|      | Castelli del deserto dell'antica Corasmia   | Karakalpakstan          | Culturale (5311; i, ii, iii, iv, v, vi) | 18/01/2008 | I castelli del deserto dell'antica Corasmia sono costituiti da otto componenti: Toprak-Kala, Ayaz-Kala, Koi Krylgan Kala, grande fortezza di Guldursun, Pil Qala, Anka Qala, Kurgashin Qala e Djanbas Qala. |
|      | Minareto di Vobkent                         | Vobkent                 | Culturale (5312; i, ii, iii)            | 18/01/2008 | Il minareto rappresenta una torre a forma di colonna. L'altezza del minareto dal fondo dello zoccolo fino alla sommità della colonna di base è pari a 40,3 m; il diametro alla base è di 6,19 m. Il tronco del minareto ha un'entasi. Il minareto di Vobkent è simile al minareto Kalyan a Bukhara e ne differisce per la decorazione. Qui le fasce di tipo maudj sono chiaramente leggibili. Le prime tre strisce dal basso sono divise solo dall'orlo liscio dei mattoni sul bordo. Poi ampie parti in rilievo si alternano a stretti solchi. La quarta striscia contiene l'iscrizione storica da cui si è stabilito che il minareto è stato costruito nel 593 (1196-1197). |
|      | Siti delle Vie della seta in Uzbekistan     | 18 gruppi di siti       | Culturale (5500; ii, iii, iv, v, vi)    | 19/02/2010 | La candidatura comprende diciotto componenti che rappresentano vari tratti della Via della Seta ben espressi e segnati da importanti monumenti di storia e cultura. Questi siti si trovano sparsi in tutto il territorio dell'Uzbekistan, che si trovava al centro di diversi corridoi delle vie commerciali che, attraverso l'Asia centrale, collegavano il bacino del Mediterraneo all'Asia orientale. |
|      | Makhalle di Tashkent                        | Tashkent                | Culturale (6578; ii, iii, v)            | 30/12/2021 | La struttura urbana della parte centrale di Tashkent contiene tutti gli elementi che riflettono il fenomeno della makhalla come oggetto unico del patrimonio tangibile espressione delle aspirazioni immateriali dell'antica capitale. Le interconnessioni visive, i panorami, gli spazi aperti, la topografia e la struttura urbana delle makhalle mostrano un certo grado di autenticità. L'area del sito è composta da diversi quartieri storici. Visivamente e spiritualmente, questa è parte integrante della città storica, che presenta segni chiaramente distinguibili di diversi periodi: l'Impero russo (1864-1918), il periodo sovietico (1922-1991) e aggiunte moderne. Nella parte vecchia della capitale sono stati conservati diversi quartieri che portano tracce dell'architettura residenziale tradizionale, della vita tradizionale e dell'etnografia della Tashkent del passato. |